# Ōura Kanetake
Ōura Kanetake est un nom japonais traditionnel ; le nom de famille (ou le nom d'école), Ōura, précède donc le prénom (ou le nom d'artiste).
Compléments
Implication dans le scandale d'Ōura
Le vicomte Ōura Kanetake (大浦 兼武) (15 juin 1850 - 30 septembre 1918) est un homme politique japonais qui fut impliqué dans le scandale d'Ōura en 1915.

## Biographie
La famille Ōura descend d'une branche du clan Shimazu du domaine de Satsuma. En tant que samouraï du domaine, Ōura Kanetaka participe à la guerre de Boshin et à la suppression de l'Ōuetsu Reppan Dōmei durant la restauration de Meiji. Dans le nouveau gouvernement de Meiji, il rejoint la nouvelle force de police japonaise et gravit les échelons jusqu'à devenir inspecteur assistant du département de la Police Métropolitaine de Tokyo. Il est commandant des forces policières envoyées assister la nouvelle armée impériale japonaise contre ses anciens compagnons lors de la rébellion de Satsuma en 1877.
Après avoir servi comme gouverneur de la préfecture de Shimane de 1893 à 1895, de la préfecture de Yamaguchi de 1895 à 1896, de la préfecture de Kumamoto de 1896 à 1898), et de la préfecture de Miyazaki en 1898, Ōura est nommé surintendant général de la police et reçoit un siège à la chambre des pairs de la Diète du Japon. L'une de ses propositions est d'évacuer les habitants pauvres du centre d'Osaka vers une nouvelle ville de la banlieue, basé sur la théorie qu'ils sont à l'origine de la maladie et du crime. Le projet échoue en raison d'une forte opposition locale. En 1903, dans le gouvernement de Katsura Tarō, Ōura devient ministre des Communications. Il est ensuite ministre de l'Agriculture et du Commerce dans le second gouvernement de Katsura et également président du comité japonais organisant l'exposition anglo-japonaise. Il devient ensuite ministre de l'Intérieur dans le troisième gouvernement de Katsura puis de nouveau ministre de l'Agriculture et du Commerce et ministre de l'Intérieur dans le second gouvernement d'Ōkuma Shigenobu. En 1907, il reçoit le titre de baron (danshaku) selon le système de noblesse kazoku. En 1911, son titre fut élevé à celui de shishaku (vicomte).
En décembre 1914, alors qu'il fait partie du gouvernement d'Ōkuma, Ōura est accusé de fraude électorale à la Diète pour avoir acheté le vote de petits partis politiques et de membres indécis visant à faire voter un projet de loi sur les dépenses militaires proposé par Ōkuma pour financer deux nouvelles divisions d'infanterie pour l'armée impériale japonaise. Associé de longue date de Katsura, Ōura est l'un des membres fondateurs et chef du parti politique Rikken Dōshikai, et utilise sa position comme ministre de l'Intérieur pour influencer les élections législatives japonaises de 1915 (en) en faveur de son parti. Les deux affaires provoquent de violentes critiques de la presse et des autres partis politiques, ce qui mène à sa démission du gouvernement en 1915. Cet incident est appelé le scandale d'Ōura.

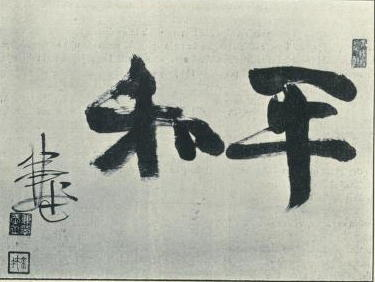
Le mot « paix » et la signature d'Ōura Kanetake (1910).

Durant ses dernières années, Ōura est président de la Dai Nippon Butoku Kai. Il meurt en 1918 à 68 ans.